# Virus de Friend
Le virus de la leucémie murine de Friend ou simplement le virus de Friend est une souche du virus de la leucémie murine (Gammaretrovirus murleu) identifié par la virologue américaine Charlotte Friend en 1957. Le virus infecte les souris immunocompétentes adultes et c'est pourquoi il est utilisé en laboratoire comme modèle d'étude sur la résistance génétique aux infections des rétrovirus immunosuppressifs. Le virus de Friend a été utilisé pour l'immunothérapie et les vaccins. Il est membre du groupe de virus retroviridae avec ses acides nucléiques monocaténaire.